# Takeo Yoshikawa
Takeo Yoshikawa (吉川 猛夫 Yoshikawa Takeo?,  7 de marzo de 1914-20 de febrero de 1993) fue un espía japonés, infiltrado en Hawái por orden de Yamamoto hasta el ataque a Pearl Harbor.

## Biografía

### Inicios de su carrera
En 1933 se gradúa en la Academia Naval Imperial Japonesa de Etajima. Sirvió brevemente como marino a bordo del crucero acorazado Asama y en varios submarinos, hasta que en 1934 empieza a formarse como piloto naval, objetivo que no alcanzará por dolencias estomacales que le impiden completar su formación. En 1936 es dado de baja de la Armada Imperial Japonesa, como resultado de ello, Yoshikawa llega a contemplar la alternativa del suicidio.
Un año más tarde inicia su carrera en la inteligencia de la armada, siendo asignado a la sede de la marina en Tokio. Pronto se convierte en un experto en la Armada de Estados Unidos, estudiando todas las fuentes e informes que caían en sus manos. Durante su servicio en Tokio, Yoshikawa  interceptó un mensaje de radio de onda corta en el que se informaba que 17 transportes de tropas se dirigían a Inglaterra desde el puerto de Freetown, Sierra Leona. Esta información fue enviada a la embajada alemana y el resultado fue el hundimiento de muchas de las naves. Yoshikawa posteriormente recibió una carta personal de agradecimiento de Adolf Hitler. En 1940 se convirtió en un diplomático junior tras completar los exámenes sobre inglés del Ministerio de Exteriores.

### Un espía en Hawái
Debido a sus conocimientos sobre la Armada de Estados Unidos, Yoshikawa fue enviado a Hawái bajo el nombre de Tadashi Morimura (森 村 正) y con la tapadera de ser el nuevo vicecónsul; llegó el 27 de marzo de 1941 junto al nuevo cónsul, Nagao Kita (長尾 北). A su llegada alquiló un apartamento en un segundo piso con vistas a Pearl Harbor y a menudo paseaba por la isla de Oahu tomando notas sobre el movimiento y medidas de seguridad de la flota estadounidense allí estacionada. También alquilaba una avioneta y sobrevolaba las instalaciones militares estadounidenses, además de practicar el buceo con la ayuda de una caña hueca en el puerto. Otra fuente de información fueron los rumores y chismorreos locales. Trabajó en estrecha colaboración con el espía alemán del Abwehr Bernard Kuehn así como con el espía japonés Kohichi Seki (关 宏) que servía como tesorero del consulado.
Según Yoshikawa, unas 160 000 personas de origen japonés residían en Hawái en 1941, aunque él nunca explotó este potencial recurso para sus actividades de espionaje. Tanto Yoshikawa como Seki opinaban que Hawái debía ser el lugar más fácil del mundo para desarrollar sus actividades de espionaje teniendo en cuenta la numerosa población japonesa.
A pesar de que Yoshikawa desconocía los preparativos del ataque a Pearl harbor, asumió que su cometido podría ayudar a preparar tal eventualidad, por lo que trabajó incansablemente con ese fin. Sus informes eran transmitidos desde el consulado al Ministerio de Relaciones Exteriores, quien a su vez los transmitía a la Marina, todo ello empleando el código PURPLE. Aunque el código hacía tiempo que había sido desencriptado por Estados Unidos y los mensajes del consulado interceptados, estas comunicaciones entre Tokio y el consulado se consideraron de baja prioridad debido a que a menudo eran de naturaleza puramente comercial. Sin embargo, el 24 de septiembre de 1941 se interceptó un mensaje que no recibió la atención que hubiera merecido. En él se dividía a Pearl Harbor en cinco zonas, solicitándose la ubicación y el número de buques militares en cada área. Este mensaje, enviado desde Tokio, estaba dirigido a Nagao Kita, pero en realidad su verdadero destinatario era el propio Takeo Yoshikawa. La escasez de personal en la inteligencia estadounidense y los numerosos retrasos hicieron que el mensaje no fuera desencriptado hasta octubre, momento en el que fue olvidado por carecer de importancia. A pesar de ello, los dos informes semanales enviados por Yoshikawa permitieron al almirante Yamamoto concluir los preparativos de la ofensiva.
Días antes del ataque japonés, Yoshikawa recibió un mensaje de radio en clave y en onda corta que decía: «viento del este, lluvia». Era el anuncio desde Tokio de que el ataque contra Estados Unidos era inminente. Rápidamente se apresuró a destruir todas las pruebas de sus actividades. Cuando el día del ataque el FBI lo detuvo, no encontró prueba alguna que le involucrara en el suceso. Consiguió regresar a Japón en agosto de 1942 en un intercambio de prisioneros diplomáticos. Los estadounidenses no habían descubierto que él había sido el principal espía japonés en Hawái.

### Vuelta a Japón y vida
Takeo Yoshikawa nunca recibió un reconocimiento oficial a sus servicios, a pesar de que siguió trabajando para la inteligencia naval durante el resto de la guerra. Cuando la guerra terminó en 1945 y Japón fue ocupada por las fuerzas de Estados Unidos, pasó a la clandestinidad disfrazándose de monje budista por temor a ser procesado por su participación en el ataque a Pearl Harbor. Tras la retirada estadounidense regresó junto a su pareja, con quien se casaría.
En 1955 abrió una tienda de golosinas, pero pronto se corrió la voz del papel que había desempeñado en la guerra. Los japoneses veían a Takeo como uno de los provocadores de la guerra y sus repercursiones; en una entrevista Yoshikawa llegaría a declarar:

Incluso me culpan de la bomba atómica.

Sin dinero y sin trabajo, su gran apoyo durante el resto de su vida fue su esposa, que lograba sostener financieramente a la pareja gracias a su trabajo de vendedora de seguros. Sobre ella, el viejo espía declaró:

Mi esposa es la única persona que me muestra respeto [...] ella sabe que yo soy un hombre para la historia.

Takeo Yoshikawa murió en un asilo para ancianos en 1993.
Con el paso de los años los misteriosos espías infiltrados en Pearl Harbor siempre se han mencionado de pasada en los libros y manuales de historia, olvidando que, por ejemplo, Yoshikawa contribuyó a la decisión de internar a los japoneses de origen estadounidense (como también se hizo en Estados Unidos con los ciudadanos de origen japonés) por la desconfianza en su lealtad al país.